# 도카이가쿠엔마에역
도카이가쿠엔마에역(일본어: 東海学園前駅)은 일본 구마모토현 구마모토시 미나미구에 위치한 규슈 여객철도 호히 본선의 철도역이다. 단선 승강장 1면 1선의 구조를 갖춘 지상역이다.

## 이용 현황
| 승차 인원 추이 | 승차 인원 추이    |
| 연도           | 1일 평균 이용객수 |
| -------------- | ----------------- |
| 2001           | 794               |
| 2002           | 820               |
| 2003           | 860               |
| 2004           | 914               |
| 2005           | 891               |
| 2006           | 866               |
| 2007           | 841               |
| 2008           | 829               |
| 2009           | 779               |
| 2010           | 789               |
| 2011           | 844               |
| 2012           | 917               |

## 역 주변
- 도카이 대학 구마모토 캠퍼스
- 구마모토 형무소
- 국도 제57호선

## 역사
- 1986년 11월 1일 : 일본국유철도가 개설.
- 1987년 4월 1일 : 일본국유철도 분할 민영화에 의해, 규슈 여객철도가 승계.
- 2012년 12월 1일 : 교통계 IC카드 SUGOCA 도입.

## 인접 역
| 호히 본선              | 호히 본선   | 호히 본선              |
| ---------------------- | ----------- | ---------------------- |
| 스이젠지 구마모토 방면 | ■ 호히 본선 | 다쓰타구치 오이타 방면 |